# Trachelospermum asiaticum
Trachelospermum asiaticum là một loài thực vật có hoa trong họ La bố ma. Loài này được (Siebold & Zucc.) Nakai miêu tả khoa học đầu tiên năm 1922.

## Hình ảnh

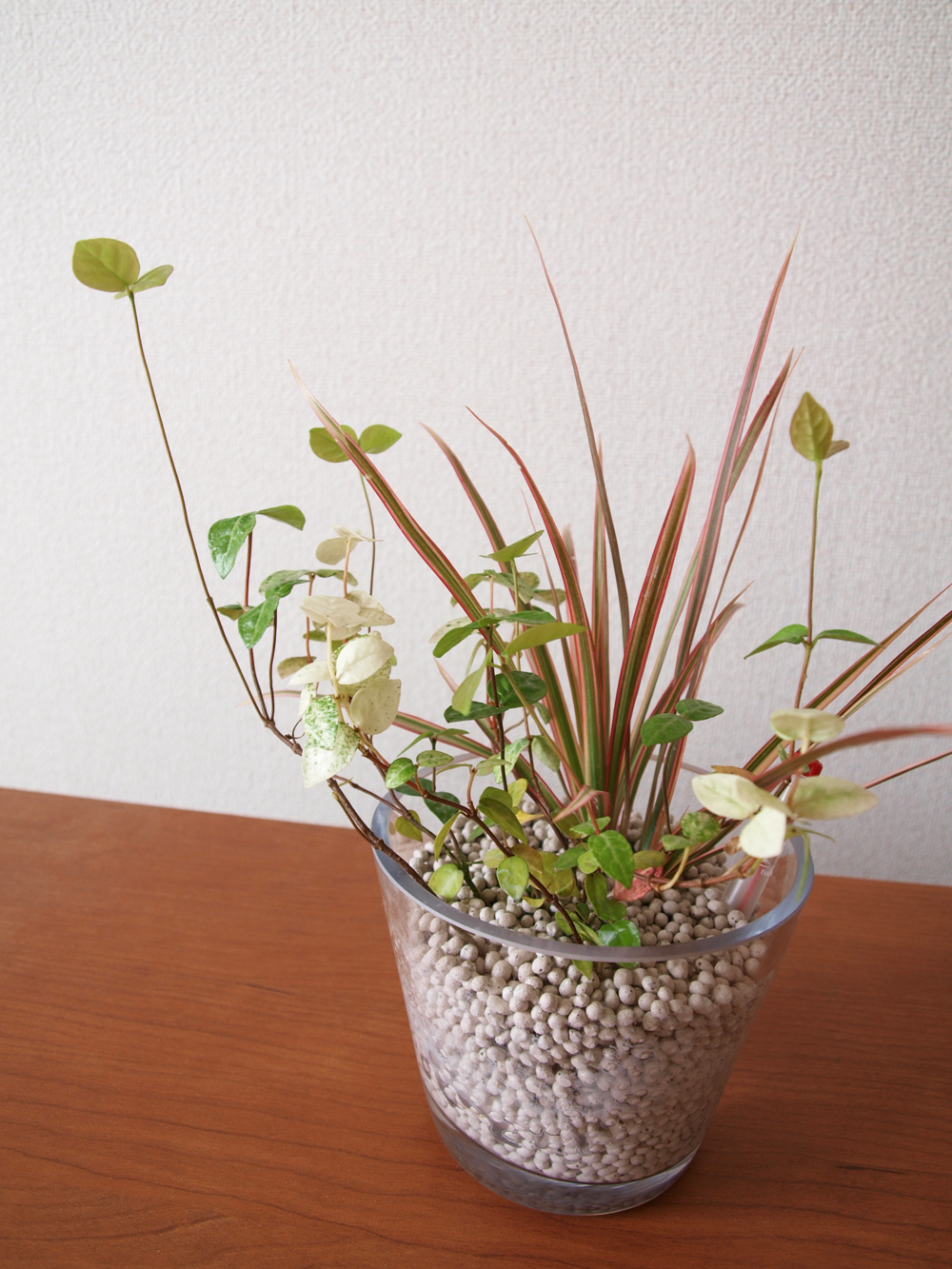
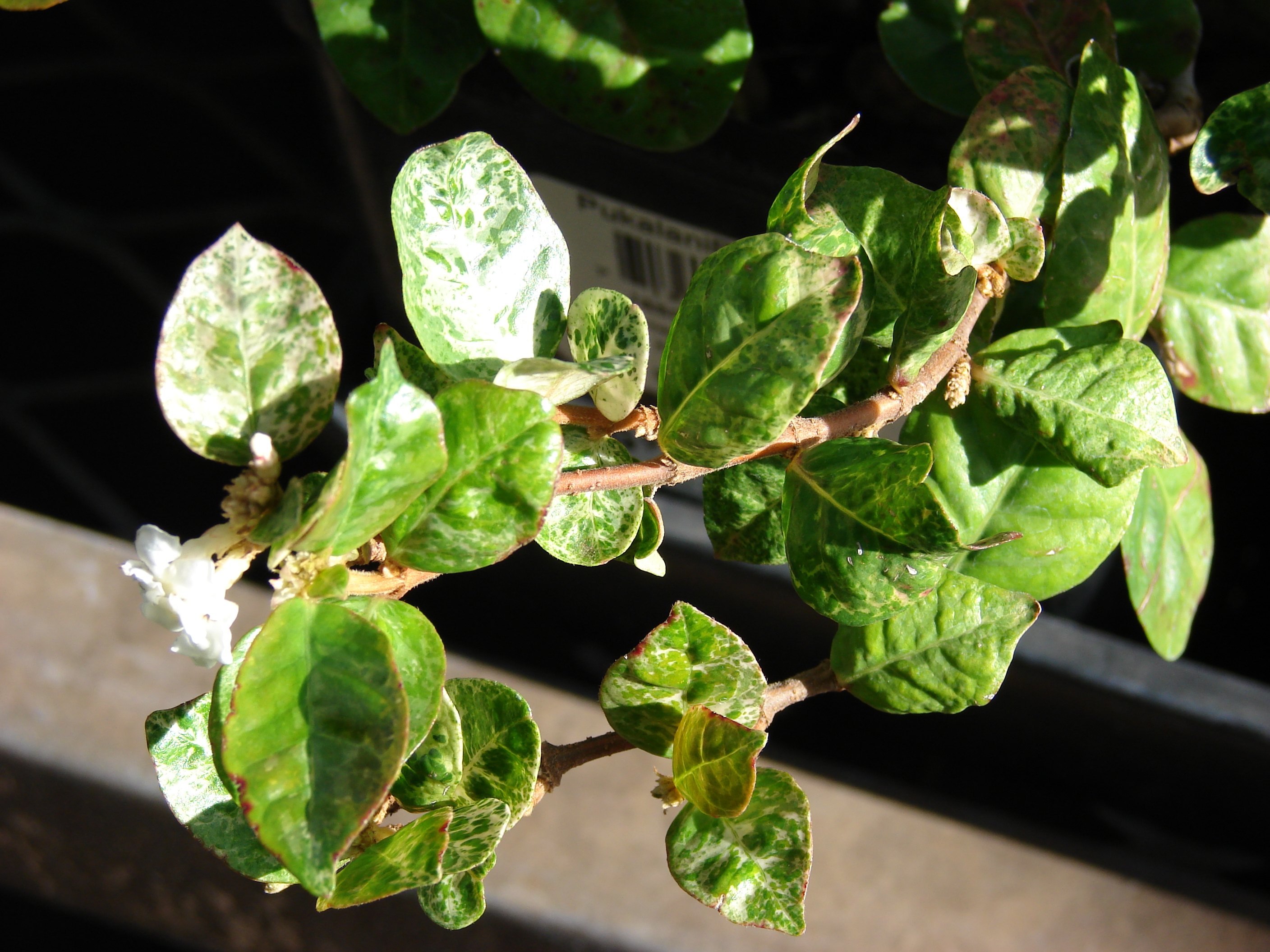
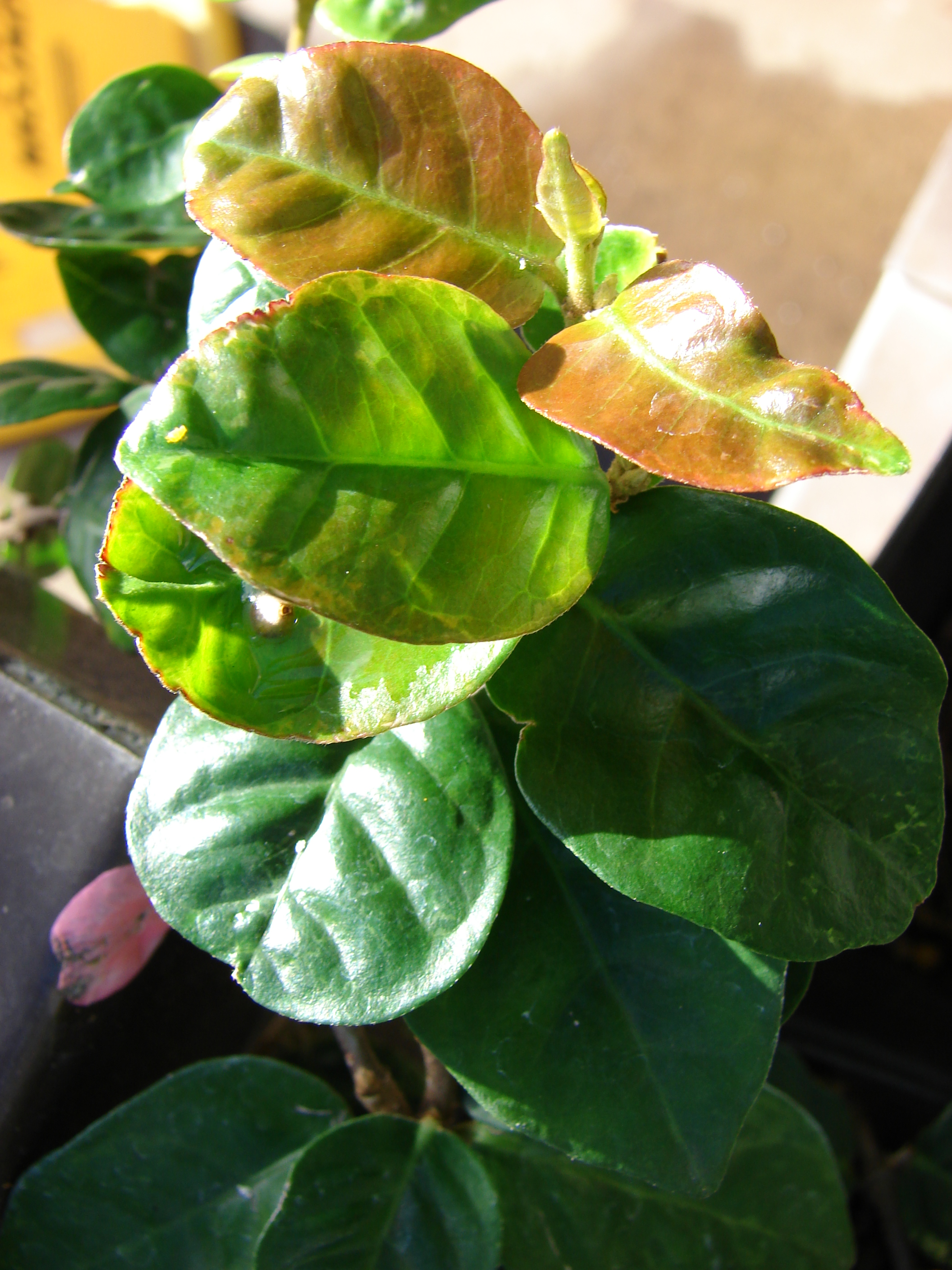
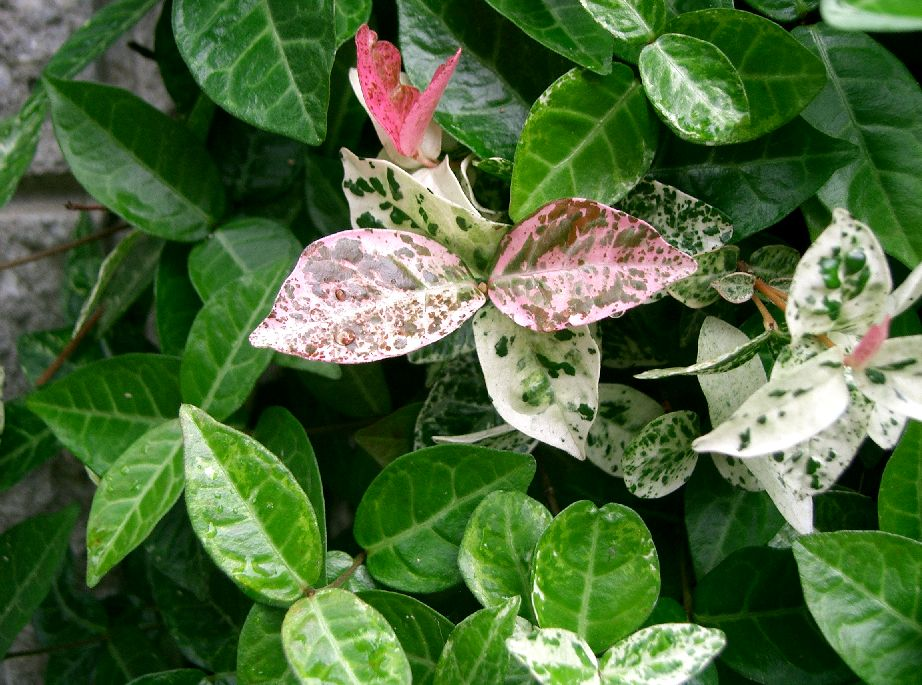